# ميل مكجاها
ميل مكجاها (بالإنجليزية: Mel McGaha)‏ مواليد 26 ديسمبر 1926 في باستروب - الوفاة 03 فبراير 2002، كان لاعب كرة سلة أمريكي أصبح مدرباً. بدأ مسيرته الاحترافية في سنة 1948. تم اختياره من قبل فريق نيويورك نيكس خلال الدرافت. يحمل الرقم 8. بلغ طوله 6 قدم 1 بوصة (1.9 م). اعتزل اللعب في 1949.

## روابط خارجية
- ميل مكجاها على موقعبيزبول رفرنس.كوم (الدوري الثانوي) (الإنجليزية)
- ميل مكجاها على موقع إن بي أي (الإنجليزية)
- ميل مكجاها على موقع سبورتس رفرنس (الإنجليزية)
- ميل مكجاها على موقع ريلجم (الإنجليزية)
- ميل مكجاها على موقع بروبوليرز (الإنجليزية)